# Haymarket Martyrs' Monument
Le Haymarket Martyrs' Monument est un monument funéraire situé dans le cimetière de Forest Home à Forest Park, en proche banlieue de Chicago. Érigé en 1893, il commémore le conflit de travail et l'explosion qui a eu lieu lors du massacre de Haymarket Square à Chicago en 1886. Il a été désigné National Historic Landmark et inscrit au Registre national des lieux historiques le 18 février 1997 par le National Park Service (NPS).

## Histoire
Après les procès et exécutions suivant le massacre de Haymarket Square à Chicago, August Spies, Adolph Fischer, George Engel, Louis Lingg et Albert Parsons ont été enterrés au cimetière allemand de Waldheim, qui sera plus tard englobé avec le cimetière de Forest Home.
Le Pioneer Aid and Support Association a organisé une campagne de financement pour la construction d'un monument funéraire. En 1893, le Haymarket Martyrs' Monument a été érigé par le sculpteur Albert Weinert à Waldheim. Il s'agit d'un bloc de granit surmonté d'une pierre triangulaire. La base comprend sur un côté une figure monumentale d'une femme se tenant debout au dessus du corps d'un travailleur qui est tombé au combat, tous deux en bronze. Il a été inauguré le 25 juin 1893, après une marche commémorative venant de Chicago. La date inscrite est 1887, soit celle des exécutions. Le monument comprend aussi une citation de Spies notée juste avant son exécution : « The day will come when our silence will be more powerful than the voice you are throttling today ». À l'endos du monument on y voit les noms des hommes enterrés. Au dessus de ces noms, il y a une plaque de bronze contenant la lettre de pardon qui a été écrite par le gouverneur de l'Illinois John Peter Altgeld.
Il y a eu une foule de 8 000 personnes lors de la cérémonie d'inauguration, avec des drapeaux britannique et américain recouvrant le monument. Plusieurs syndicats européens et américains ont envoyé des fleurs. Plusieurs activistes et chefs syndicaux ont ensuite choisi d'être enterrés à Waldheim, comme Michael Schwab et Oscar Neebe. Samuel Fielden est le seul accusé de Haymarket a ne pas avoir été enterré à Forest Home.